# Tramontana
Tramontana (z latinského transmontanus – záhorský) je označení, užívané v oblastech kolem Středozemního moře pro severní vítr nebo jeho určitý druh. Význam (a také přesná jazyková varianta) tohoto označení se v různých zemích, kde je používáno, mírně liší.
V Itálii se pod označením tramontana (někdy také garigliano) rozumí chladný severní či severovýchodní vítr, vanoucí na západním pobřeží Itálie a na Korsice. Vzniká, když je nad Jadranem nízký tlak vzduchu a v západní části Středozemního moře nebo v Alpách naopak vysoký.
Ve Francii a Katalánsku se pod tímto označením (francouzsky nazývaný tramontane, katalánsky tramuntana) rozumí severozápadní vítr v jižní části země, jakož i v severní části Katalánska. Vane podél Pyrenejí a jihovýchodní části Francouzského středohoří. Často je tu mylně označován jako mistrál, protože ten vzniká z podobných příčin a má také podobné rysy.